# Pere Voltes Bou
Pere Voltes Bou (signava Pedro Voltes) (Reus, 1 de juliol de 1926-Barcelona, 11 de març de 2009) va ser un prolífic escriptor, historiador, advocat, economista, periodista i professor espanyol, que va publicar més de vuitanta llibres al llarg de la seva vida.

## Formació
Pere Voltes era llicenciat en Filosofia i Lletres, Dret, Ciències Econòmiques, Ciències Polítiques i Ciències de la Informació, doctor en Dret i Filosofia i Lletres, DT. en Matemàtiques, i diplomat del Industrial College de Washington. Conseller Superior de Direcció i Administració d'Empreses per l'Escola d'Alta Direcció i Administració de Barcelona. Becari i posteriorment col·laborador del Centre d'Estudis Econòmics i Socials del Consell Superior d’Investigacions Científiques.

## Trajectòria

### Periodisme
En la seva joventut Voltes va exercir el periodisme a Radio Barcelona i en periòdics barcelonins, sent redactor de La Vanguardia de 1948 a 1975. Posteriorment va continuar col·laborant amb aquest periòdic, escrivint sobre temes culturals. Va ser professor de l'Escola Oficial de Periodisme de Barcelona.
Va ser membre del Col·legi de Periodistes de Barcelona des de 1952, l'Associació Col·legial d'Escriptors de Catalunya (ACEC), l'Associació d'Autors Cientificotècnics i Acadèmics i la Societat Barcelonina d'Amics del País.

### Filosofia i lletres
Des de 1948 va ser professor de la Facultat de Filosofia i Lletres de la Universitat de Barcelona.

### Economia
Catedràtic d'Història de l'Economia en la Facultat de Ciències Econòmiques de la Universitat de Barcelona, des de 1968 fins a la seva jubilació en 1991. També va professar com a docent en la Universitat Helmut-Schmidt de la Bundeswehr, a Hamburg, a la Universitat Internacional de Catalunya, i al Centro de Estudios Universitarios “Ramón Areces” de Madrid.
Va ser membre numerari de la Reial Acadèmia de Ciències Econòmiques i Financeres.

### Història
Entre 1957 i 1982 va dirigir l'Institut Municipal d'Història de Barcelona, des d'on va gestionar el Poble Español.
Va divulgar a través de Televisió Espanyola temes històrics, i va realitzar també centenars d'emissions de ràdio. Va publicar els deu volums finals de la sèrie del Dietari de l’Antic Consell Municipal de Barcelona, que havien quedat pendents des d'abans de la República, i va reprendre la sèrie de “Divulgación Histórica de Barcelona” amb uns altres sis volums, a part de redactar o editar bon nombre de publicacions de història de Barcelona des de l'Institut Municipal d'Història, així com els “Cuadernos de Historia Económica de Cataluña”, en vint-i-un volums.
Va ser corresponent de la Reial Acadèmia de la Història i de la Reial Acadèmia d'Història i Belles Arts de Toledo.

### Dret
En 1954 es va col·legiar en el Il·lustre Col·legi d'Advocats de Barcelona, obtenint per oposició el premi “Duran i Bas”, va exercir l'advocacia i va actuar també com a traductor-intèrpret dels Tribunals. Durant diversos anys va col·laborar mitjançant dictàmens, estudis i traduccions amb l'equip espanyol del plet de Barcelona Traction en el Tribunal de la Haia. Ha publicat diversos treballs en la Revista Jurídica de Catalunya.

## Distincions
Va rebre, entre altres distincions:
- Medalla de plata al Mèrit en el Treball.
- Comanador de l'Orde del Mèrit Civil.
- Comanador de l'Orde d'Isabel la Catòlica.
- Comadador de l'Orde d'Alfons X el Savi.
- Dues Creus al Mèrit Militar i una al Mèrit Naval pels seus llibres i estudis històrics sobre aquestes matèries.
- Comanador de la Orde al Mèrit de la República Italiana.
- Cavaller de l'Ordre de les Arts i Lletres.
- Palmes Acadèmiques.
- Creu d'Honor de primera classe a la Ciència i l'Art de la República de Àustria.

## Obres
En l'àmbit literari, diversos dels seus llibres han estat premiats amb distincions com el “Fermín Caballero”, de la Reial Acadèmia de la Història, (1952), el premi “Aedos”, en 1952, el Premi “Exèrcit” en 1954, el “Verge del Carmen” de la Presidència del Govern en 1957, el “President Lluis Companys”, dels Jocs Florals de la Llengua Catalana, de Montevideo, en 1963 i el “Juan Sebastián Elcano”, del Consell Superior de Recerques Científiques, en 1966.
Voltes va publicar més de vuitanta llibres de història i ciències socials, així com dues novel·les i biografies de Cristòfor Colom, Otto von Bismarck, els reis Felip V, Ferran VI, Carles III i Ferran VII, i Frederic II el Gran de Prússia.
La seva obra històrica es va centrar especialment en el govern del Arxiduc Carles d'Àustria a Barcelona, durant la Guerra de Successió, tema sobre el que va publicar diversos llibres i articles. Altres destacades contribucions van ser la publicació d'un inventari dels documents espanyols de l'Arxiu d'Estat de Viena, una Història de la Pesseta, estudis diversos de Història de l'Economia espanyola, una Història d'Espanya (Plaza & Janés) i una Història dels Balcans.
Va ser traductor d'obres originals en anglès i alemany, així com traduccions directes de Plaute, Terenci, Erasme, Thomas More, i altres clàssics.
Pere Voltes es va distingir també com a estudiós de la Teoria General de Sistemes, a la qual va dedicar un tractat i altres diverses publicacions. El Govern Espanyol el va comissionar per a comunicar-se amb el “International Institute for Applied Systems” de Viena, on va treballar en diverses visites. Va ser també membre de la “International Society for the Systems Sciences”.

### Llibres d’història i biografies
- Voltes, Pedro. El Archiduque Carlos de Austria, rey de los catalanes (en castellà). Prólogo de Jaume Vicens Vives.  Barcelona: Aedos, 1952, p. 355 [Consulta: 25 maig 2010].
- Voltes, Pedro. Cristóbal Colón (en castellà). Reediciones en 1986 y 1995.  Barcelona: Salvat Editores, 1956, p. 106 [Consulta: 25 maig 2010].
- Voltes, Pedro. Historia de Europa (en castellà).  Barcelona: Salvat Editores, 1957, p. 127 [Consulta: 25 maig 2010].
- Voltes, Pedro. Historia de los Balcanes (en castellà). Reedición en 1999 por Espasa Calpe.  Barcelona: Salvat Editores, 1957, p. 198 [Consulta: 25 maig 2010].
- Voltes, Pedro. Carlos V y Barcelona (en castellà).  Barcelona: Asociación de Bibliófilos de Barcelona, 1958, p. 87 [Consulta: 25 maig 2010].
- Voltes, Pedro. Carlos V y Santa María del Mar (en castellà).  Barcelona: Institut Municipal d'Història de la Ciutat de Barcelona, 1958, p. 41 [Consulta: 25 maig 2010].
- Voltes, Pedro. Cartas del Emperador Carlos V a la ciudad de Barcelona (en castellà), 1958.
- [Enllaç no actiu]
- Voltes, Pedro. La Guerra de Sucesión en Valencia (en castellà).  València: Instituto Valenciano de Estudios Históricos, Institución Alfonso el Magnánimo, Diputación Provincial de Valencia, 1964, p. 211 [Consulta: 25 maig 2010].
- Voltes, Pedro. Barcelona durante el Gobierno del Archiduque Carlos de Austria (2 volúmenes) (en castellà).  Barcelona: Institut Municipal d'Història de la Ciutat de Barcelona, 1963, p. 295 [Consulta: 10 febrer 2011].
- Voltes, Pedro. Carlos III y su tiempo (en castellà).  Editorial Juventud, 1964, p. 263 [Consulta: 10 febrer 2011]. (Reeditado en 1975 y 1988)
- Voltes, Pedro. La ciudad de Reus y la Guerra de Sucesión (en castellà).  Boletín de la Real Academia de la Historia, 1965 [Consulta: 10 febrer 2011].
- Voltes, Pedro. Notas sobre instituciones barcelonesas del siglo XIX (en castellà).  Barcelona: Instituto Municipal de Historia de la Ciudad de Barcelona, 1976 [Consulta: 10 febrer 2011].
- Voltes, Pedro. La política de fin de siglo, a través de la prensa barcelonesa de la época (en castellà).  Barcelona: Instituto Municipal de Historia de la Ciudad de Barcelona, 1978, p. 222 [Consulta: 10 febrer 2011].
- Voltes, Pedro. Historia inaudita de España (en castellà).  Plaza & Janés, 1984, p. 320 [Consulta: 10 febrer 2011].
- Voltes, Pedro. Fernando VII. Vida y reinado. (en castellà).  Editorial Juventud, 1985, p. 267. ISBN 8426120954 [Consulta: 10 febrer 2011].
- Voltes, Pedro. El tiempo inmóvil. ¿Ha cambiado alguna vez España? (en castellà).  Plaza & Janés, 1986, p. 235. ISBN 8401372097 [Consulta: 10 febrer 2011].
- Voltes, Pedro; Buxó, María José. Las mujeres en la Historia de España (en castellà).  Editorial Planeta, 1986, p. 218. ISBN 8432043745 [Consulta: 10 febrer 2011].
- Voltes, Pedro. Cinco siglos de España en América (en castellà).  Plaza & Janés, 1987, p. 254. ISBN 8401372836 [Consulta: 10 febrer 2011].
- Voltes, Pedro. La Guerra de Sucesión (en castellà).  Editorial Planeta, 1987, p. 317. ISBN 8432045314 [Consulta: 10 febrer 2011].
- Voltes, Pedro. Nueva historia de España (en castellà).  Plaza & Janés, 1989, p. 656. ISBN 8401373816 [Consulta: 10 febrer 2011].
- Voltes, Pedro; Buxó, María José. Madres y niños en la Historia de España (en castellà).  Editorial Planeta, 1989, p. 326. ISBN 8439554117 [Consulta: 10 febrer 2011].

- Felipe V, fundador de la España contemporánea. 1991. (Una altra edició el 2005).
- El reverso de la historia. Vol.Plantilla:Esd1: 1993; vol.Plantilla:Esd2: 1993; vol.Plantilla:Esd3: 1993; vol.Plantilla:Esd4: 1994.
- Sor Patrocinio, la monja prodigiosa. 1994.
- Grandes mentiras de la Historia. 1995 (altres edicions 1995, 1996, 1999).
- La Semana Trágica. 1995.
- Fernando VI. 1996. (Una altra edició en 1998 amb el nom de La vida y la época de Fernando VI)
- Deslices históricos. 1996. (En col·laboració amb María José Buxó)
- Testigos de la Historia. 1997
- Rarezas y curiosidades de la Historia de España. 2001
- Asombros y sustos de la Historia de España. 2002
- Embajadas curiosas. 2002
- Bismarck. 2004
- Furia y farsa del segle xx. 2004
- Federico "El Grande" de Prusia. 2006
- Puñaladas traperas de la Historia. 2009
- Historia económica
- Las cajas de ahorro barcelonesas. Su presente, su pasado, su porvenir. 1965
- Historia del abastecimiento de agua de Barcelona. 1966
- La conducta de Barcelona Traction como grupo de presión. 1967
- Aproximación a la Historia Económica. 1968
- Historia de la Economía española hasta 1800. 1972
- Historia de la economía española en los siglos XIX y XX. 1974. 2 vols.
- Población y economía del Hospitalet pre-industrial. El Barón de Maldá, cronista de la transición a la ciudad contemporánea. 1977
- Historia de la Empresa española. 1979
- Cuestiones vivas de la historia económica de España. 1985
- Dos mil años de economía. Como hemos ido a parar a donde estamos. 1988
- Escándalos financieros en la Historia. 1997
- Cambra de la Propietat Urbana de Barcelona. 1990
- Historia de la peseta. 2001
- El ocaso de los Fugger en España. 2009

### Catàlegs i fonts documentals
- Fondos del Instituto Municipal de Historia de la Ciudad. Catálogo sumario. 1959
- Guía del Museo de Industria y Artes Populares. 1960
- Catálogo del fondo comercial del Instituto Municipal de Historia. 1961
- Guía-catálogo del Instituto Municipal de Historia. 1965
- Documentos de tema español del Archivo de Estado de Viena. 1965. 2 vols.

### Divulgació de temes metòdics i instrumentals, teoria de Sistemes
- Manual de cronología española y universal. 1952.
- La aplicación de la Teoría General de Sistemas a las Ciencias sociales. 1976
- La Teoría General de Sistemas. 1978
- Tablas cronológicas de la Historia de España. 1980
- La Teoría General de Sistemas y la Historia. 1980
- Nuevos criterios auxiliares para el análisis histórico. [1983]
- Información. Probabilidad. Historia. 1984

### Altres publicacions
- La estructura social como fundamento de Derecho. 1957
- El teatro griego. (Historia y antología). 1958
- Abelló. 1974
- Errores y fraudes de la ciencia y la técnica. 1994
- Historia de la estupidez humana. 1999
- Joan Abelló. El cielo y la tierra. 1999

### Novel·les
- Adorable loca. 1950.
- La bruja y el estudiante. Intrigas y pasiones en la corte de Felipe V. 2005